# Fioravanti Skill
La Fioravanti Skill est un ensemble de deux concept-car de type cabriolet et pick-up des designers de la Carrozzeria Fioravanti, présentés au Salon de Genève en mars 2006. Il était en concurrence avec le Bertone Suagnà pour servir de base à la future Fiat Punto CC.

## Histoire
À l'automne 2005, Fiat lance la 3e génération de la Punto baptisée Grande Punto avec une ligne signée par le designer Giugiaro. Ce modèle, qui a été parmi les plus fabriqués au monde, est concurrencé par la Peugeot 206 CC dans le secteur très particulier des coupé cabriolet laissé vacant par le constructeur italien.
Du temps de la Punto I, de 1994 à 1999, le carrossier Bertone avait réalisé la version Punto Cabriolet. Avec l'apparition de la 2e génération de Punto, cette déclinaison avait été abandonnée. C'est pourquoi, pour contrer le succès de la 206 CC dans cette niche de marché, Fiat voulut tester cette solution auprès des carrossiers italiens toujours friands de travailler sur une base Fiat.
Au Salon de Genève 2006, sur une base de Fiat Punto III :
- Fioravanti propose la Skill, en fait deux modèles de concept-car. Le premier avec la forme classique d'un coupé cabriolet deux places dont le principal intérêt est d'offrir un volume de coffre non pénalisé par le toit replié. La ligne élégante de la Grande Punto s'en sort magnifiée selon les commentaires de la presse spécialisée[1], le second avec un vaste coffre de pick-up.

- Bertone présente la Suagnà, une seconde Punto CC[2] La Fiat Grande Punto a été totalement transformée ce qui l'a rendue plus attrayante avec ses feux créant des faces avant et arrière très épurées. La ligne de caisse chute vers l'avant et dynamise encore plus le profil de l'auto, tout comme la forme très ramassée du toit et de la lunette arrière... Fiat aurait peut être préféré pouvoir réutiliser un maximum de pièces existantes afin de réaliser des économies d'échelle.

La lutte s'annonçait fratricide entre les deux maîtres carrossiers Fioravanti et Bertone pour obtenir le marché de la Grande Punto CC de série. le premier innovait avec son système de toit tandis que le second se voulait plus classique avec un toit repliable en 2 parties signé CTS, à qui l'on devait ceux des Mercedes SLK et SL et de la Peugeot 307 CC. Ce duel n'eut jamais lieu puisque Fiat n'a jamais engagé la fabrication d'une autre version que les siennes.